# Guten Morgen Deutschland
Guten Morgen Deutschland (kurz GMD) war das Morgenmagazin bei RTL, das vom 26. August 2013 bis zum 24. Februar 2022 als Neuauflage des von 1987 bis 1994 unter diesem Namen gesendeten Programms ausgestrahlt wurde und damit Punkt 6 und Punkt 9 ersetzt hatte.
Im Februar 2022 wurde bekannt gegeben, dass Guten Morgen Deutschland im April durch neue Versionen von Punkt 6, Punkt 7 und Punkt 8 ersetzt werden soll. Ende März 2022 gab RTL bekannt, die Wiederbelebung der Marken bereits zum 28. März erfolgen zu lassen, zunächst aus dem bisherigen Studio mit den bisherigen Moderatoren. Der Start des neuen Studios erfolgte im September 2022.

## Geschichte

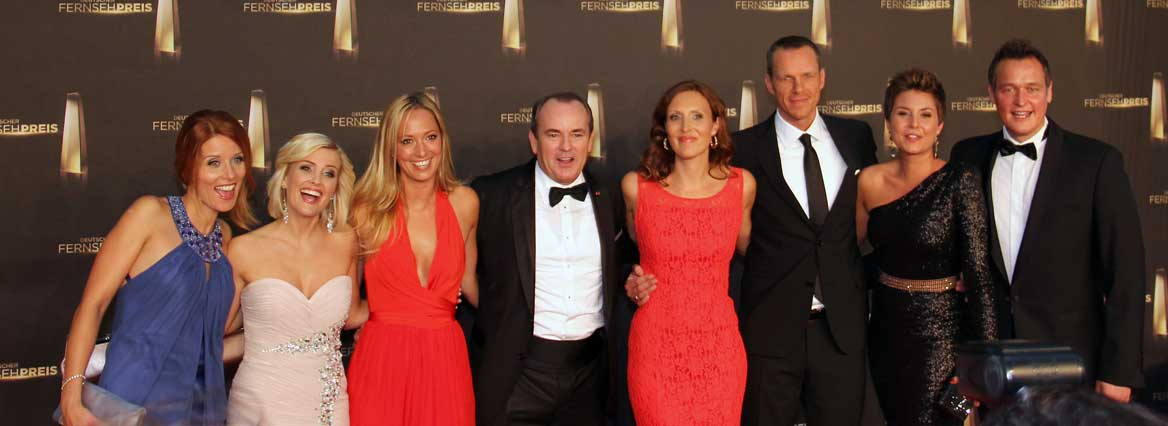
Das damalige Team von Punkt 6 und Punkt 9 (2012)

### 1987 bis 1994
Konkurrent Sat.1 plante den Beginn des eigenen Frühstücksfernsehens unter dem Titel Guten Morgen mit Sat.1 für den 1. Oktober 1987 und wäre damit der erste deutsche Fernsehsender geworden, der dieses Programmformat des Infotainment in Deutschland präsentiert hätte. Vorbild waren die in den Vereinigten Staaten (Today seit dem 14. Januar 1952) oder Kanada (Canada AM seit 1972) ausgestrahlten Morning shows, die in anderen englischsprachigen Ländern als Breakfast TV bezeichnet werden. Als direktes Vorbild griff RTL jedoch auf die gleichnamige Frühstückssendung von RTL Radio zurück. Eine großangelegte Werbekampagne von Sat.1 mit dem hierin angekündigten Sendebeginn 1. Oktober 1987 für das Sat.1-Frühstücksfernsehen zwang die RTL-Verantwortlichen, die eigenen Sendeanstrengungen des für den 5. Oktober 1987 vorgesehenen Sendebeginns zu beschleunigen, um dem Konkurrenten zuvorzukommen. Das gelang, denn genau eine Woche früher als Sat.1 ging das damalige RTLplus mit dem eigenen Frühstücksfernsehen am 23. September 1987 auf Sendung. Damit konnte RTL dieses „medienhistorische Ereignis“ für sich verbuchen Erster Moderator der Sendung war Olaf Pessler.
RTL verfolgte dabei nur eine defensive Öffentlichkeitsarbeit, so dass die unangekündigte Ausstrahlung des noch wenig verbreiteten Senders kaum mit Zuschauern rechnen konnte. Sowohl die Presse als auch die meisten Mitarbeiter erfuhren erst am Tag zuvor von den Programmplänen. Durch das RTL-Frühstücksfernsehen verlängerte sich das RTL-Programm, denn der Sendebeginn war nun auf 6.30 Uhr vorverlegt. Die erste Sendung am 23. September 1987 wurde von Olaf Pessler moderiert, die Nachrichten übernahm Karl-Heinz Kaul, die Wettervorhersage präsentierte Gottfried Mehlhorn. Zu Gast waren der Zisterzienserabt Thomas, Sexberaterin Ruth Westheimer, Karl Lagerfeld, der einen in Paris aufgezeichneten „chic schnack“ veranstaltete, und die Schauspielerin Edith Hancke. Die Sendung wurde durch Punkt 7 und später durch Punkt 6 und Punkt 9 ersetzt.

### Neuauflage 2013 bis 2022
Im Juni 2013 wurde bekannt, dass durch Umstrukturierungen im Morgenprogramm die Sendung Punkt 6 ab dem 26. August 2013 eine Stunde länger dauern und den neuen, alten Titel Guten Morgen Deutschland bekommen sollte. Das Konzept von Punkt 6 blieb mit denselben Moderatoren bestehen, Punkt 9 dagegen wurde abgesetzt.
Von 12. Januar 2015 bis 2. Dezember 2016 wurde ein neues Studio und neues visuelles Erscheinungsbild verwendet. War das Studio bislang lediglich virtuell mittels Greenscreen realisiert, besteht das neue Studio aus einem Unterhaltungsbereich, einer Küche und einem Aktionsbereich für Künstler mit vier Monitoren. Als neue primäre Farbe wurde brombeer-violett statt gelb verwendet. Allerdings kehrte man im Sommer 2015 wieder zu einer warmen, orangen Farbgebung zurück. Das Studio wurde zum 5. Dezember 2016 erneuert und kehrte wieder ins Greenscreen-Studio zurück. Das visuelle Erscheinungsbild wurde nicht erneuert. Mitte 2019 kehrte man wieder ins Studio mit realer Kulisse zurück, das Greenscreen-Studio wurde danach nur noch für die Nachrichten genutzt. Ab dem 1. März 2021 wurde Guten Morgen Deutschland bis zu dessen Absetzung aus einem neuen Studio gesendet, welches auch für die Nachrichten genutzt wurde. Die Sendung wurde Ende März 2022 durch Neuauflagen von Punkt 6, Punkt 7 und Punkt 8 ersetzt.

## Inhalt
Die Sendung wurde montags bis freitags von 6:00 Uhr bis 8:30 Uhr live aus Köln übertragen. Die Sendung setzte sich aus Nachrichten, Themen aus Politik, Sport und Boulevard sowie Tipps aus dem Servicebereich zusammen. Nachrichten aus aller Welt gab es zu jeder vollen Stunde (6:00 Uhr, 7:00 Uhr, 8:00 Uhr), darauf folgten die Ereignisse aus dem Sportbereich und der Wetterbericht. Zu jeder halben Stunde gab es einen Schnellüberblick der wichtigsten Themen sowie zum Sendungsbeginn die ausführlichen Nachrichten aus aller Welt. Abgerundet wurde die Sendung mit einem Gewinnspiel.
Ab dem 25. Januar 2021 startete die Sendung offiziell um 5:30 Uhr und somit parallel zu Konkurrenzformaten wie dem Sat.1-Frühstücksfernsehen. Zu höheren Einschaltquoten führte dies jedoch nicht. Am 23. April 2021 gab RTL bekannt, den Beginn der Sendung fortan wieder auf den ursprünglichen Sendeplatz um 6:00 Uhr zu legen.
Von Januar bis Mai 2020 wurden die Frühnachrichten aus der RTL aktuell-Redaktion verlesen.

## Spezialausgaben
Am 30. Dezember 2013 wurde ein 30-minütiges Spezial zum aktuellen Gesundheitszustand von Michael Schumacher, welcher kurz zuvor einen schweren Skiunfall erlitt, ausgestrahlt.
Am 24. März 2015 wurde ein 25-minütiges Spezial zum Flugzeugabsturz der Germanwings über den Alpen ausgestrahlt. Moderiert wurde die Spezialausgabe von Angela Finger-Erben und Wolfram Kons.
Am 18. März 2020 wurde auf RTL und n-tv ein einstündiges Spezial zur Ausbreitung des Coronavirus gesendet. In dieser Sendung waren Experten im Studio, um Fragen von Zuschauern zu beantworten. Moderiert wurde die Spezialausgabe von Roberta Bieling und Wolfram Kons.
Vom 25. Februar bis 25. März 2022 wurde Guten Morgen Deutschland aufgrund des russischen Überfalls auf die Ukraine durch eine gemeinsame Berichterstattung von RTL und n-tv namens RTL/n-tv Spezial: Krieg in der Ukraine ersetzt. Die letzte reguläre Ausgabe von Guten Morgen Deutschland lief am 24. Februar 2022.

## Gewinnspiel
Jeden Morgen gab es in Guten Morgen Deutschland das Gewinnspiel, auf das vor der Werbepause (von einer Off-Stimme) hingewiesen wurde. Um teilzunehmen, musste man das Glückswort „Morgen“ nennen. Täglich erhielt dann ein zufällig ausgewählter Spieler 1000 Euro. Zu bestimmten Aktionen bekam der Anrufer fürs Durchkommen einen weiteren Geldgewinn oder Sachpreise wie einen Fernseher oder ein Smartphone.
Das Mindestalter für die Teilnahme am Gewinnspiel betrug 14 Jahre. Die Teilnahme am Guten Morgen Deutschland-Gewinnspiel war per Telefon, SMS und Internet (über das offizielle Gewinnspielportal winario) möglich. Pro Gewinnspielteilnahme wurden 0,50 Euro fällig.

## Moderation der Neuauflage 2013

### Moderatoren
| Moderator/in        | Jahre                | Bemerkungen                       |
| ------------------- | -------------------- | --------------------------------- |
| Patrick Wulf        | 2013–2014            |                                   |
| Miriam Lange        | 2013–2014            | Wechsel zu Explosiv – Das Magazin |
| Florian Ambrosius   | 2017–2019            |                                   |
| Jennifer Knäble     | 2013–2020            |                                   |
| Jana Azizi          | 2020–2021            | Wechsel zu Explosiv – Das Magazin |
| Jan Hahn            | 2017–2021            |                                   |
| Susanna Ohlen       | 2014–2021            |                                   |
| Laura Dahm          | 2021                 |                                   |
| Bernd Fuchs         | 2014–2017, 2021      |                                   |
| Mara Bergmann       | 2021–2022            |                                   |
| Maurice Gajda       | 2019–2022            |                                   |
| Annett Möller       | 2022                 |                                   |
| Wolfram Kons        | 2013–2022            |                                   |
| Roberta Bieling     | 2013–2015, 2019–2022 |                                   |
| Angela Finger-Erben | 2013–2022            |                                   |
| Marco Schreyl       | 2021–2022            |                                   |

### Wettermoderatoren
| Moderator/in      | Jahre                | Funktion            |
| ----------------- | -------------------- | ------------------- |
| Saskia Naumann    | 2014–2019            | Wetter              |
| Juliana Müller    | 2020                 | Wetter (Vertretung) |
| Angela Braun      | 2013–2014, 2021–2022 | Wetter (Vertretung) |
| Eva Imhof         | 2013–2022            | Wetter              |
| Bernd Fuchs       | 2013–2014, 2017–2022 | Wetter              |
| Melanie Haselhoff | 2020–2022            | Wetter              |
| Maxi Biewer       | 2013–2022            | Wetter              |

### „Society-Experten“
| Moderator/in             | Jahre     | Funktion                        |
| ------------------------ | --------- | ------------------------------- |
| Bettina von Schimmelmann | 2013–2015 | „Society-Expertin“              |
| Susanne Klehn            | 2015–2018 | „Society-Expertin“              |
| Romina Morinello         | 2019–2020 | „Society-Expertin“ (Vertretung) |
| Laura Dahm               | 2020–2021 | „Society-Expertin“ (Vertretung) |
| Michael Begasse          | 2013–2022 | „Royal-Experte“                 |
| Steffi Brungs            | 2018–2022 | „Society-Expertin“              |
| Aleksandra Bechtel       | 2021–2022 | „Society-Expertin“              |

## Kritik
In der Sendung vom 19. Juli 2021 wurde eine Live-Schalte zu Moderatorin Susanna Ohlen ausgestrahlt, bei der sie von den Aufräumarbeiten in Bad Münstereifel nach einem Hochwasser berichtete. Wenig später wurde ein Video veröffentlicht, das zeigt, wie sich Ohlen vor der Live-Schalte mit Schlamm einrieb. Nach Bekanntwerden dieses Vorfalls wurde sie beurlaubt, da ihr Verhalten den journalistischen Grundsätzen von RTL widerspricht. Susanna Ohlen hat sich daraufhin für diesen Vorfall entschuldigt.